# The Vivienne
Pour les articles homonymes, voir Vivienne.
James Lee Williams, né le 12 avril 1992 à Colwyn Bay et décédé le 5 janvier 2025 à Chorlton-by-Backford, plus connu sous le nom de scène The Vivienne, est une drag queen galloise principalement connue pour sa participation à la première saison de RuPaul's Drag Race UK et la septième saison de RuPaul's Drag Race All Stars.

## Jeunesse et éducation
James Lee Williams naît le 12 avril 1992 d'une famille d'origine rom et grandit à Colwyn Bay, dans le comté de Clwyd, au Pays de Galles, au Royaume-Uni,. Il étudie dans un établissement privé qu'il quitte à l'âge de seize ans pour devenir maquilleur à Liverpool, en Angleterre.

## Carrière
James Lee Williams commence le drag à Liverpool et se voit attribuer le nom de scène The Vivienne pour son admiration pour la styliste Vivienne Westwood. Le 28 mai 2015, elle participe à un événement jugé par RuPaul, Katie Price et Jonathan Ross au Café de Paris et remporte le titre d'ambassadrice britannique de RuPaul's Drag Race ainsi qu'un voyage à Los Angeles pour apparaître lors de la huitième saison de l'émission,.
Le 21 août 2019, The Vivienne est annoncée comme l'une des dix candidates de la première saison de RuPaul's Drag Race UK, qu'elle remporte,. En septembre de la même année, elle participe à une web-série en collaboration avec Jaguar et Attitude afin de lever des fonds pour une association caritative locale contre les préjugés sur le VIH/SIDA,. En novembre, elle participe à la tournée de la première saison de RuPaul's Drag Race UK, présentée par Alyssa Edwards. Le mois suivant, elle crée Morning T&T, une matinale parodique dans laquelle elle incarne, avec Baga Chipz, Donald Trump et Margaret Thatcher,.
En avril 2020, en partenariat avec World of Wonder, elle crée The Vivienne Takes on Hollywood, une mini-série documentaire sur la création d'un de ses clips,. Le même mois, accompagnée de Baga Chipz, elle présente la version britannique de la web-série Netflix I Like to Watch.
Elle apparaît dans son propre rôle dans le soap opera Emmerdale. En janvier 2022, elle apparaît dans l'émission Celebrity Hunted pour lever des fonds pour la lutte contre le cancer. La même année, elle apparaît dans la septième saison de RuPaul's Drag Race All Stars et dans la quinzième saison de Dancing on Ice, devenant la première artiste drag à y participer,,.

### Musique
The Vivienne sort son premier single, Tonight, le 20 mai 2020, puis une reprise du titre You Spin Me Round (Like a Record) de Dead or Alive en octobre de la même année,. Son premier EP, Bitch on Heels, sort le 25 mars 2021.

## Vie privée
James Lee Williams s'identifie comme homosexuel et utilise le they singulier,,,.
Il se marie avec son partenaire David Ludford en décembre 2019 dans le superclub gay londonien Heaven,. Le couple confirme leur séparation en avril 2023.
En juin 2023, James Lee Williams est victime d'une attaque homophobe dans un McDonald's de Liverpool,. La police de Merseyside confirme « qu'un homme a dirigé des commentaires homophobes envers lui [The Vivienne] pour ensuite le frapper au visage avant de s'enfuir ». En décembre 2023, Alan Whitfield, un homme de 51 ans originaire d'Everton, est déclaré coupable et condamné à douze semaines de prison avec dix-huit mois de sursis,.
Il est ouvert sur l'addiction à la drogue, en particulier à la kétamine, dont il a été victime au cours de sa vie,,.

### Mort
Le 5 janvier 2025, la police du Cheshire reçoit un appel de Chorlton-by-Backford suite à une « mort soudaine ». Plus tard dans la soirée, le décès de James Lee Williams, âgé de 32 ans, est annoncé. Une déclaration de son agent annonce que James Lee Williams est « décédé pendant le week-end » et que sa famille ne communiquerait pas plus de détails, tandis que la police confirme que sa mort n'est « pas suspicieuse »,.

Les comptes officiels de RuPaul's Drag Race sur les réseaux sociaux rendent hommage à The Vivienne, la commémorant comme « un phare de créativité et d'authenticité » et qu'elle « représentait ce que c'était d'être une vraie championne ». De nombreuses personnalités de la franchise Drag Race lui rendent également hommage, comme Baga Chipz, qui la décrit comme « sa meilleure amie au monde », ou Michelle Visage, qui la décrit comme « un guide pour tant de gens »,,. Le lendemain de l'annonce de sa mort, RuPaul annonce publiquement ses condoléances :
« C'est avec le cœur brisé que je rejoins l'univers Drag Race tout entier dans le deuil de la perte de The Vivienne, une drag queen incroyablement talentueuse et un être humain adorable. »
La performance du 6 janvier de RuPaul's Drag Race Live!, le deuxième épisode de la dix-septième saison de RuPaul's Drag Race et le premier épisode de la dix-septième saison de Dancing on Ice lui sont dédiés,,.
Son enterrement a lieu le 27 janvier 2025 dans le pays de Galles, auquel assistent Jade Thirlwall, Kim Woodburn, Aston Merrygold ainsi que d'anciennes candidates de RuPaul's Drag Race UK.
Le 17 mars 2025, la famille de Williams révèle qu'il est décédé après avoir subi un arrêt cardiaque causé par une overdose de kétamine, et déclare qu'elle souhaite sensibiliser le public aux dangers de l’utilisation continue de la kétamine aux côtés d'associations spécialisées dans les addictions,. 

## Discographie

### EP
- 2022 : Bitch on Heels

### Singles
- 2019 :
  - Break Up (Bye Bye) (avec Cheryl Hole et Crystal)
  - To The Moon (avec RuPaul, Baga Chipz et Divina De Campo)
- 2020 :
  - Tonight
  - You Spin Me Round (Like a Record)
- 2021 :
  - Bitch on Heels
  - Jingle Bell Rock (avec Tia Kofi)
- 2022 :
  - Legends (avec RuPaul, Jaida Essence Hall, Jinkx Monsoon, Monét X Change, Raja, Shea Couleé, Trinity The Tuck et Yvie Oddly)
  - 2gether 4eva (avec Jaida Essence Hall, Jinkx Monsoon et Yvie Oddly)

## Filmographie

### Cinéma
- 2016 : Absolutely Fabulous, le film : une drag queen

### Télévision
- 2016 : RuPaul's Drag Race : invitée (saison 8, épisode 4)
- 2017 : Just Tattoo of Us : invitée
- 2019 :
  - RuPaul's Drag Race UK : candidate, gagnante (saison 1, 8 épisodes)
  - The Big Fat Quiz of the Year : invitée
- 2020 :
  - RuPaul's Drag Race : invitée (saison 12, épisode 1)
  - Celebrity Juice : invitée (2 épisodes)
  - Trump in Tweets : invitée (doublage)
  - The Great British Sewing Bee : invitée
- 2021 :
  - RuPaul's Drag Race UK : invitée (saison 2, épisode 10)
  - Emmerdale : invitée
  - The Weakest Link : invitée (édition spéciale Nouvel an)
- 2022 :
  - Celebrity Hunted : candidate (saison 4)
  - This Is Going to Hurt : une drag queen (épisode 4)
  - RuPaul's Drag Race All Stars : candidate (saison 7, 12 épisodes)
  - The View : invitée
  - RuPaul's Drag Race UK : invitée (saison 4, épisode 10)
- 2023 :
  - Dancing on Ice : candidate, 3e place (saison 15, 9 épisodes)
  - The British Soap Awards : invitée

## Théâtre
- 2023–2024 : Le Magicien d'Oz : La Méchante sorcière de l'Ouest (tournée britannique)
- 2024 : Chitty Chitty Bang Bang : le ravisseur d'enfants (tournée britannique)